# Hal Willner

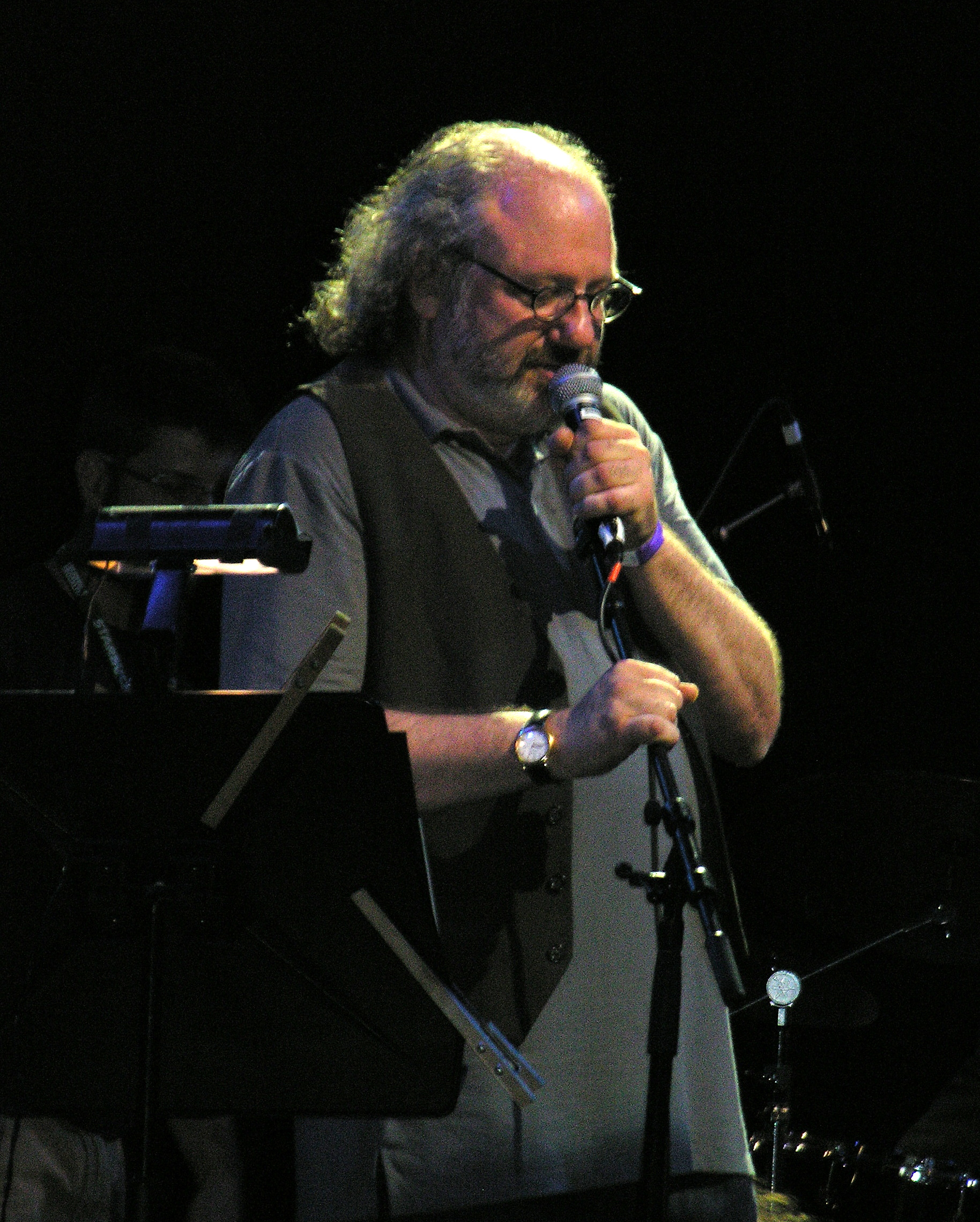
Hal Willner

Hal Willner (Filadelfia, 6 aprile 1956 – New York, 7 aprile 2020) è stato un produttore discografico, musicista e compositore statunitense.

## Biografia
Produsse album per importanti artisti musicali quali Lou Reed, Bill Frisell, William S. Burroughs, Leonard Cohen, Gavin Friday, Marianne Faithfull, Lucinda Williams, Laurie Anderson e Allen Ginsberg.
Sposò la produttrice televisiva Sheila Rogers, dalla quale ebbe un figlio.
Morì il 7 aprile 2020, all'indomani del suo 64º compleanno, per complicazioni da COVID-19.